# شایلو فرناندز
شایلو فرناندز (انگلیسی: Shiloh Fernandez؛ زادهٔ ۲۶ فوریهٔ ۱۹۸۵) هنرپیشه اهل ایالات متحده آمریکا است. وی از سال ۲۰۰۵ میلادی تاکنون مشغول فعالیت بوده‌است.

## گزیده فیلمشناسی
از فیلم‌ها یا برنامه‌های تلویزیونی که وی در آن نقش داشته‌است می‌توان به آثار زیر اشاره کرد.
- سرخ (۲۰۰۸)
- باغ‌های شب (۲۰۰۸)
- دختر مرده (۲۰۰۸)
- کادیلاک رکوردز (۲۰۰۸)
- شنل‌قرمزی (فیلم ۲۰۱۱) (۲۰۱۱)
- شرق (۲۰۱۳)
- مرده شریر (۲۰۱۳)
- شربت (۲۰۱۳)
- پرنده سفید در یک کولاک (۲۰۱۴)
- ما دوستان تو هستیم (۲۰۱۵)
- بازگشت به فرستنده (۲۰۱۵)
- لبه زمستان (۲۰۱۶)
- قبلا رفته (۲۰۱۹)
- کیک تولد (۲۰۲۱)
- جریکو (مجموعه تلویزیونی) (۲۰۰۶–۰۷)
- سی‌اس‌آی: نیویورک (۲۰۰۸)
- دختر سخن‌چین (۲۰۰۹)
- مزمن شهری (۲۰۱۶)
- سوختن (۲۰۱۹)
- جاده ناامیدی(۲۰۲۳)